# Nelituj
Nelituj je čtvrté studiové album Světlany Nálepkové nahrané v Studio TOFA. Album vyšlo v dubnu roku 2003. Je složené z českých verzí textů francouzských písní Édith Piaf. Hudební aranžmá vytvořil Blue Angel Memory Band Jiřího Toufara.

## Seznam skladeb
Všechny české texty napsal Jiří Dědeček.
1. Chudák Jan (La Goualante du pauvre Jean) 01:52
2. Bože můj (Mon Dieu) 03:11
3. Padam (Padam padam) 03:02
4. Jen déšť (Il pleut) 03:23
5. Milord 04:08
6. Hymnus na lásku (L`Hymne a l`amour) 03:48
7. Harmonikář (Accordéoniste) 04:03
8. Jako růže (La vie en rose) 03:02
9. Jako já (Comme moi) 02:59
10. Jezdec (Black Denim Trousers and Motorcycle Boots) 01:50
11. Podzimní (Les Feuilles mortes) 03:35
12. Milenci na jednu noc (Les amants d`un jour) 03:31
13. Šťastná (Heureuse) 03:02
14. Milencům (Les Amants) 03:59
15. Nelituj (Non, je ne regrette rien) 02:35